# Blackminster
Blackminster – wieś w Anglii, w hrabstwie Worcestershire, w dystrykcie Wychavon. Leży 25 km na południowy wschód od miasta Worcester i 139 km na północny zachód od Londynu.